# Bactericera kratochvili
Bactericera kratochvili är en insektsart som beskrevs av Vondracek 1957. Bactericera kratochvili ingår i släktet Bactericera och familjen spetsbladloppor. Inga underarter finns listade i Catalogue of Life.